# 창이

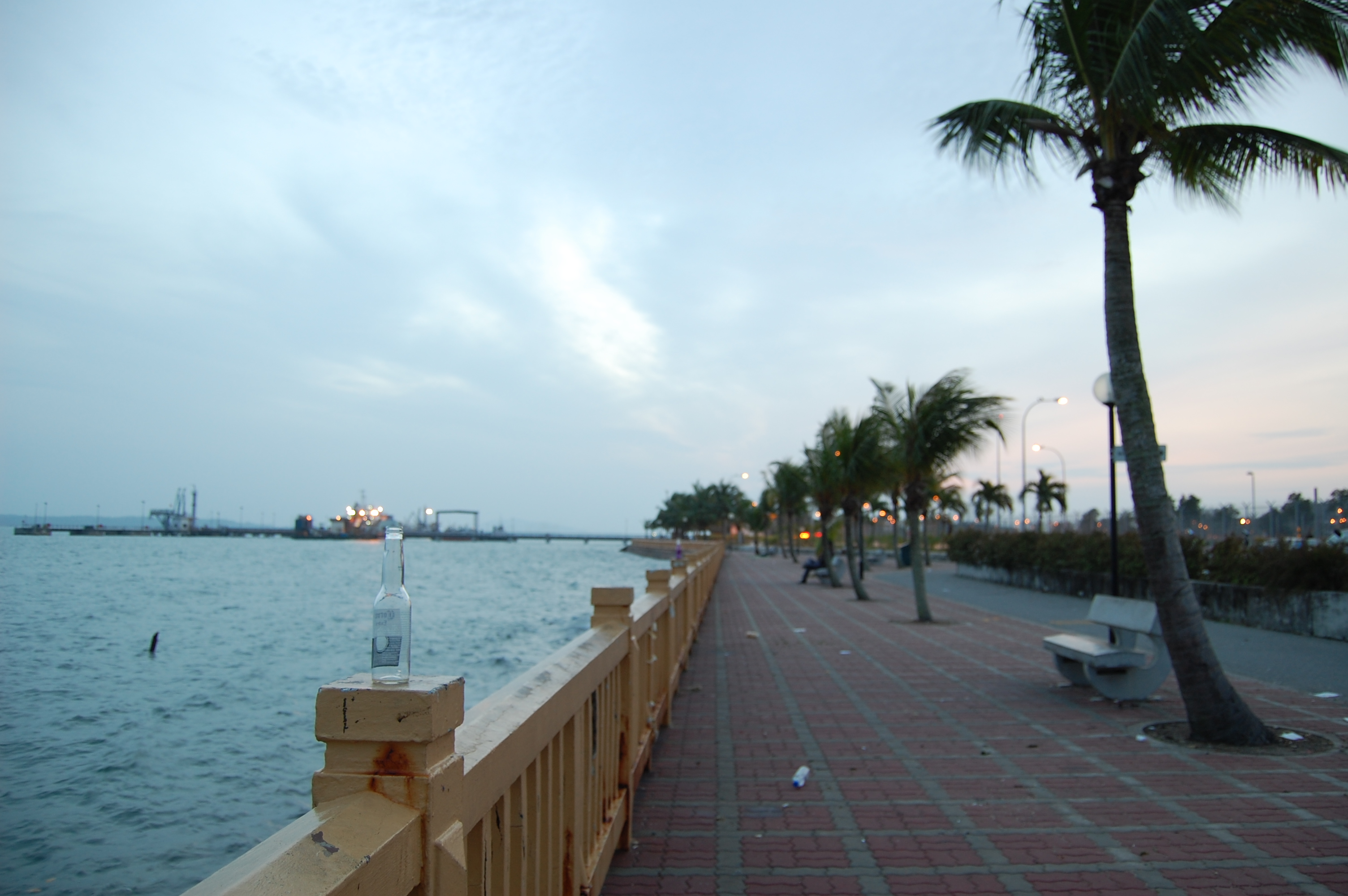
창이 해변 공원의 모습

창이(영어: Changi, 중국어: 樟宜, 병음: zhāng yí, 말레이어: Changi, 타밀어: சாங்கி)는 싱가포르 동부 지역 타나메라에 있는 계획지구이다.
창이의 초기 말레이어 지명은 1604년 싱가포르의 Godinho de Eredia 지도에 쓰여진 탄종루사(Tanjong Rusa)이다.
창이는 싱가포르 창이 공항의 본거지로, 이 지역의 주요 항공 허브이며 많은 지역 및 국제 목적지를 제공한다. 싱가포르 국제선의 대부분의 도착 및 출발은 이 공항을 통해 이루어진다. 싱가포르의 민간 공항 중 하나이며 다른 하나는 셀레타 공항이다.